# Рунк (Харгита)
Рунк (рум. Runc) насеље је у Румунији у округу Харгита у општини Сармаш. Oпштина се налази на надморској висини од 741 m.

## Становништво
Према подацима из 2002. године у насељу је живело 668 становника.

### Попис2002.
| Расподела становништва по националности 2002.‍ | Расподела становништва по националности 2002.‍ | Расподела становништва по националности 2002.‍ | Расподела становништва по националности 2002.‍ | Расподела становништва по националности 2002.‍ |
| --------------------------------------------- | --------------------------------------------- | --------------------------------------------- | --------------------------------------------- | --------------------------------------------- |
|                                               |                                               |                                               |                                               |                                               |
| Румуни                                        | Румуни                                        |                                               | 504                                           | 75,8%                                         |
| Мађари                                        | Мађари                                        |                                               | 161                                           | 24,2%                                         |